# Joseph Ignaz von Ah

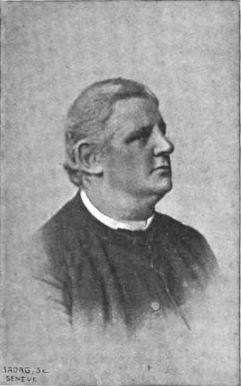
Portrait von Ignaz von Ah, Katholische Schweizer-Blätter (1896)

Joseph Ignaz von Ah (* 15. Dezember 1834 in Sachseln; † 1. September 1896 in Kerns; Pseudonyme: Weltüberblicker, Hartmann von Baldegg) war ein Schweizer katholischer Priester, Zeitungsmann und Schriftsteller.

## Leben
Joseph Ignaz von Ah entstammte dem Obwaldner Geschlecht von Ah, das vom Ende des 15. Jahrhunderts an belegt ist. Er war das älteste von fünf Kindern des in Sachseln ansässigen Kleinbauern und Schuhmachers Theodul von Ah und der Anna Maria geb. Imfeld. Seine Gymnasialbildung erhielt er bei den Benediktinern am Kollegium in Sarnen und von 1851 bis 1853 an der Stiftsschule des Klosters Einsiedeln, wo er vor allem Unterricht in Philosophie und Physik bekam. Zu seinen ihn nachhaltig beeinflussenden Lehrern zählten vor allem Gall Morel und Karl Brandes. Seine theologischen Studien absolvierte er am Priesterseminar St. Luzi in Chur und arbeitete zunächst, da er das für die Priesterweihe vorgeschriebene Alter noch nicht erreicht hatte, als Aushilfskraft am Knabenseminar in Chur.
Am 9. August 1857 empfing Joseph Ignaz von Ah die Priesterweihe und feierte in Sachseln am 16. August seine erste Messe, wobei Gall Morel die Festpredigt hielt. Von Oktober 1857 bis November 1859 wirkte er als Vikar an der katholischen Kirche in Bern, zu deren Bau er Beiträge auf weiten Reisen, namentlich in Österreich, sammelte. Schon in jungen Jahren wurde er, u. a. aufgrund seiner literarischen Bekanntschaft mit französischen Kanzelrednern und dem liberalen Katholizismus, 1857 Mitbegründer des Piusvereins, des Vorläufers des Schweizerischen Katholikenvereins und somit eines Vorgängers des Schweizerischen Katholischen Volksvereins. Von 1859 bis 1863 diente er an der St. Nikolauskirche in Freiburg im Üechtland als Vikar. Während dieser Zeit lernte er die französische Sprache.
Ab dem 19. November 1863 arbeitete Joseph Ignaz von Ah in Stans als Katechet und Lehrer sowie ab 1866 als Frühmesser. Er wirkte sodann ab dem 29. September 1867 bis zu seinem Tode in Kerns als Pfarrer. Zusätzlich übte er von 1873 bis 1887 den Beruf des kantonaler Schulinspektors aus und bekleidete diese Stellung erneut ab 1895 eineinhalb Jahre lang bis zu seinem Tod. Seit 1874 war er auch Mitglied des kantonalen Erziehungsrates. Zur Verbesserung der schwierigen Schulverhältnisse Obwaldens trug er viel bei. Im Juni 1888 ernannte ihn der Bischof von Chur zum Kommissar für Obwalden und am 2. November verlieh ihm Kerns das Bürgerrecht. 
Einen wöchentlichen Leitartikel zur Weltlage schrieb Joseph Ignaz von Ah als Weltüberblicker 30 Jahre lang im Nidwaldner Volksblatt, das er mit seinen Freunden Ende 1866 gegründet hatte. Diese originellen, geistreichen und volkstümlich geschriebenen Wochenberichte verschafften dem Blatt eine ungewöhnliche Verbreitung, selbst über die Grenzen der Schweiz hinaus, und von Ah den Ruf eines namhaften Publizisten. Bis zu seinem Tod erschienen über 1500 Leitartikel. Als Beilage zum Nidwaldner Volksblatt redigierte er 1878 das Schweizer Monatsblatt für katholische Literatur und von 1879 bis 1880 die Literarischen Blätter für die katholische Schweiz.
Als Dichter trat Joseph Ignaz von Ah unter dem Pseudonym Hartmann von Baldegg zuerst 1858 mit Subsylvania, historisch-romantisches Festspiel hervor. Später dichtete er weitere Volksschauspiele, u. a. Der Löwe von Luzern (1881), Arnold von Winkelried (1888) und Hans Waldmann (1888). Als gründlicher Kenner der Schweizer Geschichte zeichnete er sich weniger durch eigene Forschung als durch originelle Darstellung aus. 1876 versammelte er als Präsident des historischen Vereins der V Orte dessen Mitglieder um sich. Als Festschrift gab er heraus: Die Bundesbriefe der alten Eidgenossen, 1291–1513 (1891). Mehr der Erbauung dienen die Viten des Karl Borromäus (1885) und Niklaus von Flüe (1887). Zusammen mit J. Wipfli übersetzte er ferner  das Leben der heiligen Katharina aus dem Französischen (1886).
Joseph Ignaz von Ah galt auch als bedeutendster Kanzelredner Obwaldens. Als solcher hielt er populäre, bodenständige Predigten auf zahlreichen Schweizer Kanzeln. Viele seiner Predigten wurden nach seinem Tod gesammelt und herausgegeben von J. Beck (5 Bände, 1904–1915). Sein schriftstellerisches und religiöses Wirken verschafften von Ah ein bedeutendes Ansehen und eine weit über die Grenzen seiner Heimat hinausreichende Bekanntheit.

## Werke
- Der Löwe von Luzern, 1881.
- Von dem frommen Leben und segensreichen Wirken des heiligen Borromäus, 1885.
- Des seligen Einsiedlers Nikolaus von Flüe, genannt Klaus zu Unterwalden, wunderbares Leben, Einsiedeln 1887.
- Arnold von Winkelried, 1888.
- Hans Waldmann, 1888.
- Die Bundesbriefe der alten Eidgenossen 1291–1513. Ein Lesebuch für das Schweizervolk und seine Schulen, 1891.
- Ausgewählte Predigten und Predigt-Entwürfe, hrsg. von J. Beck, 5 Bände, 1904–1915.